# 11 tháng 5 ngày
11 tháng 5 ngày (tên cũ: Điều em chưa biết) là một bộ phim truyền hình được thực hiện bởi Trung tâm Phim truyền hình Việt Nam, Đài Truyền hình Việt Nam do Lê Đỗ Ngọc Linh và Nguyễn Đức Hiếu đồng đạo diễn. Phim phát sóng vào lúc 21h40 thứ 2, 3, 4 hàng tuần bắt đầu từ ngày 28 tháng 7 năm 2021 và kết thúc vào ngày 10 tháng 11 năm 2021 trên kênh VTV3.

## Nội dung
11 tháng 5 ngày xoay quanh Tuệ Nhi (Khả Ngân), vốn là tiểu thư nhà giàu quyết tâm từ bỏ đất Sài thành ra Bắc lập nghiệp. Dù vậy, với tính cách nông nổi, bốc đồng và trẻ con của mình, Nhi đã gặp phải nhiều rắc rối trong cuộc sống. Cùng lúc để mất Thuận (Tuấn Tú) – bạn trai cô, Nhi cũng vô tình phát hiện bí mật mà bố và bà đã giấu mình suốt thời gian qua. Mọi bất ổn đều dồn dập đến khiến cô trở nên nổi loạn và có những thái độ, hành vi thiếu bình tĩnh dẫn tới nhiều rạn nứt tưởng như không thể hàn gắn. Nhi bỏ nhà đi, sống tự lập và làm quen với những người xa lạ trong khu nhà trọ mới, đó là Đăng (Thanh Sơn), Long (Hà Trung), Thục Anh (Lương Thanh) và bà Vân (Vân Dung). Ở ngôi nhà trọ đó, Nhi được chứng kiến tình yêu bao la của bà Vân với con gái, thấy được sai lầm của mỗi cá nhân được sửa chữa bởi lòng bao dung, chia sẻ của những người xung quanh. Và cũng thật kì lạ, chính tại quãng thời gian bất ổn đó, những con người xa lạ giờ đây đã vô tình là một phần không thể thiếu trong cuộc sống của Nhi và tất cả đó cũng là một phần khiến Nhi trở nên trưởng thành...

## Diễn viên

### Diễn viên chính
- Khả Ngân trong vai Tuệ Nhi[9]
- Thanh Sơn trong vai Hải Đăng[10]
- Hà Trung trong vai Long "đần"
- Lương Thanh trong vai Thục Anh[11]
- Phan Ngọc Lan trong vai Bà nội Nhi
- Mạnh Cường trong vai Ông Vinh[9]
- Vân Dung trong vai Bà Vân[8]
- Quang Thắng trong vai Ông Tiến[8]
- Anh Thơ trong vai Hoan
- Minh Hương trong vai Thu
- Tuấn Tú trong vai Thuận

### Diễn viên phụ
- Phú Thăng trong vai Bố Thuận
- Phương Hạnh trong vai Mẹ Thuận
- Ngọc Tản trong vai Bà ngoại Đăng
- Tiến Lộc trong vai Dũng
- Quốc Trị trong vai Bố Long
- Yến Hoàn trong vai Mẹ Long
- Bình An trong vai Trí
- Huyền Trang Mù Tạt trong vai Trang
- Huyền Sâm trong vai Tuệ
- Nguyễn Hà Anh trong vai Tuệ Nhi (lúc nhỏ)
- Phạm Ngọc Anh trong vai Linh
- Quang Lâm trong vai Thoan
- Thiên Hoa trong vai Vợ Thoan
- Trần Cường trong vai Thiện
- Phạm Tuấn Anh (Tuấn Mõ) trong vai Mõ
- Đức Quảng trong vai Quảng

### Diễn viên khách mời
- Bùi Phương Nga trong vai Nguời yêu Trí
- Lưu Mạnh Dũng trong vai Tài xế taxi

Cùng một số diễn viên khác....

## Nhạc phim
| Danh sách nhạc phim theo thứ tự xuất hiện | Danh sách nhạc phim theo thứ tự xuất hiện | Danh sách nhạc phim theo thứ tự xuất hiện | Danh sách nhạc phim theo thứ tự xuất hiện | Danh sách nhạc phim theo thứ tự xuất hiện | Danh sách nhạc phim theo thứ tự xuất hiện |
| STT                                       | Nhan đề                                   | Phổ lời                                   | Phổ nhạc                                  | Nghệ sĩ                                   | Thời lượng                                |
| ----------------------------------------- | ----------------------------------------- | ----------------------------------------- | ----------------------------------------- | ----------------------------------------- | ----------------------------------------- |
| 1.                                        | "Gác lại âu lo"                           | DaLAB                                     | DaLAB                                     | DaLAB, Miu Lê                             | 4:43                                      |
| 2.                                        | "Còn gì đau hơn chữ đã từng"              | RIN9                                      | RIN9                                      | Quân A.P                                  | 5:05                                      |
| 3.                                        | "Kẻ cắp gặp bà già"                       | Thịnh Kainz, Kata Trần, Binz              | DTAP                                      | Hoàng Thùy Linh, Binz                     | 3:52                                      |
| 4.                                        | "Duyên âm"                                | Thịnh Kainz, Kata Trần, BadBz             | DTAP                                      | Hoàng Thùy Linh                           | 3:00                                      |
| 5.                                        | "11 tháng 5 ngày"                         | Dương Trường Giang                        | Dương Trường Giang                        | Nguyễn Đặng Châu Anh, Minh Tốc & Lam      | 3:35                                      |
| 6.                                        | "Ôi tình yêu thật điêu"                   | Lena                                      | Lena, Kiet Brain                          | Lena, CrazyFrogs                          | 4:04                                      |
| 7.                                        | "Xin lỗi vì đã yêu nhau"                  | Nguyễn Minh Cường                         | Nguyễn Minh Cường                         | Nguyên Hà                                 | 4:50                                      |
| 8.                                        | "Nợ nhau lời xin lỗi"                     | Nguyễn Minh Cường                         | Nguyễn Minh Cường                         | Nguyên Hà                                 | 5:28                                      |

## Đón nhận
Tại thời điểm phát sóng, 11 tháng 5 ngày nhanh chóng thu hút được sự quan tâm từ người xem – đặc biệt là giới trẻ – nhờ diễn xuất của dàn diễn viên, cốt truyện trẻ trung cùng nhạc phim "bắt kịp" với xu hướng. Bộ phim đã đứng đầu xếp hạng về lượng người xem so với các chương trình phát sóng cùng thời điểm theo thống kê từ Kantar Media, đồng thời lọt vào danh sách những phim truyền hình Việt được xem nhiều nhất năm 2021 và đứng top 2 trong số các từ khóa được tìm kiếm nhiều nhất trên Google tại thời điểm. Dù vậy, trong những tập cuối cùng được lên sóng, phim dần bị nhiều người đánh giá là "nhạt" và "dài dòng".

## Giải thưởng
| Năm  | Giải thưởng                                | Hạng mục                     | (Người) đề cử | Kết quả        | Tham khảo            |
| ---- | ------------------------------------------ | ---------------------------- | ------------- | -------------- | -------------------- |
| 2021 | Giải Cánh diều                             | Phim truyện truyền hình      | —             | Cánh diều vàng | [ 20 ] [ 21 ] [ 22 ] |
| 2021 | Giải Cánh diều                             | Nữ diễn viên chính xuất sắc  | Khả Ngân      | Đoạt giải      | [ 20 ] [ 21 ] [ 22 ] |
| 2021 | Giải Cánh diều                             | Nam diễn viên chính xuất sắc | Thanh Sơn     | Đoạt giải      | [ 20 ] [ 21 ] [ 22 ] |
| 2022 | Ấn tượng VTV                               | Nam diễn viên ấn tượng       | Thanh Sơn     | Đoạt giải      | [ 23 ] [ 24 ] [ 25 ] |
| 2022 | Ấn tượng VTV                               | Nữ diễn viên ấn tượng        | Khả Ngân      | Đề cử          | [ 23 ] [ 24 ] [ 25 ] |
| 2022 | Ấn tượng VTV                               | Phim truyền hình ấn tượng    | —             | Đề cử          | [ 23 ] [ 24 ] [ 25 ] |
| 2023 | Liên hoan Truyền hình Toàn quốc lần thứ 41 | Phim truyền hình             | —             | Giải Bạc       | [ 26 ]               |